# 온석대학원대학교
온석대학원대학교(溫石大學院大學校, Onseok University)는 경기도 용인시 처인구에 있는 장로교계 사립 대학원대학이다. 현재 석·박사 과정을 운영하고 있다. 교명은 학교법인의 운영 교단인 대한예수교장로회와 학교의 설립자인 백기환 목서의 호 '온석'에서 유래한 것이다.

## 연혁
- 2000년 6월 24일: 중앙신학대학원대학교 설립
- 2000년 9월 4일: 개교
- 2019년 3월 1일: 온석대학원대학교로 교명 변경

## 교육편제
온석대학원대학교는 교육부가 고시한 종교 지도자만을 양성하는 학교로, 개신교계 교육 과정이 편제되어 있다. 모든 교육 과정은 석·박사 과정을 제공하고 있다.
- 신학과
- 복지학과
- 상담학과
- 교육학과
- 예술학과
- 산림치유전공